# Sang Heon Lee
Lee Sang Heon (hangul: 이상헌; hanja: 李尚熙; rr: Lee Sang Heon; MR: Lee Sang Heon; Seul, 21 de maio de 1996) conhecido profissionalmente como Sang Heon Lee é um ator sul-coreano conhecido pelo seu papel como Moon Minho na série de romance e comédia XO, Kitty da plataforma de streaming Netflix.

## Início de Vida e Educação
Sang Heon Lee nasceu em 21 de maio de 1996, em Seul, Coreia do Sul. Ele tem uma irmã mais velha, atriz e co-estrela de XO, Kitty, Gia Kim. Ele passou a maior parte de sua infância e adolescência em Hong Kong devido ao trabalho de seu pai na indústria da construção.
Lee e sua irmã frequentaram uma escola internacional enquanto moravam em Hong Kong. Ele começou a se interessar por atuação ao fazer aulas de teatro durante seus anos escolares, o que posteriormente o levou a se formar em Teatro na Universidade de Northampton, na Inglaterra.  Depois de se formar na universidade em 2016, ele retornou à Coreia do Sul para cumprir seu dever militar obrigatório por dois anos.

## Carreira
Lee trabalhou anteriormente como modelo, além de aparecer como ator de fundo e ator de reconstituição em documentários. irmã, Gia, sugeriu a Lee que enviasse uma fita de audição para XO, Kitty, que se tornou sua primeira audição oficial para um papel importante. Lee posteriormente fez sua estreia no cinema com um pequeno papel no filme biográfico, Gran Turismo (filme) (2023), baseado na vida e carreira de Jann Mardenborough como piloto profissional de corrida, que foi lançado em 11 de agosto de 2023. Em 2024, ele estrelou a série romântica Secret Ingredient da plataforma de streaming Viu.

## Vida Pessoal
Lee é um ávido alpinista.  Um autoproclamado Foodie, ele aprendeu a cozinhar assistindo a vídeos de Gordon Ramsay no YouTube durante seus anos de graduação na Inglaterra.

## Filmografia

### Filmes
| Ano  | Titulo       | Papel        | Notas | Ref.   |
| ---- | ------------ | ------------ | ----- | ------ |
| 2023 | Gran Turismo | Joo-Hwan Lee |       | [ 11 ] |

### Televisão
| Ano           | Titulo            | Papel   | Canal   | Ref.   |
| ------------- | ----------------- | ------- | ------- | ------ |
| 2023–presente | XO, Kitty         | Min Ho  | Netflix | [ 15 ] |
| 2024          | Secret Ingredient | Ha-joon | Viu     | [ 16 ] |

## Ligações Externas
- Commons